# Пфуль, Карл Людвиг Август
Карл Людвиг Август Фридрих фон Пфуль (барон нем. Karl Ludwig August Friedrich von Phull или Pfuel; также Фуль, 6 ноября 1757, Людвигсбург — 25 апреля 1826, Штутгарт) — прусский генерал, позже принятый на русскую службу. Известен по составленному им плану Отечественной войны 1812 года.

## Биография
Происходил из вюртембергской ветви старинного дворянского рода Пфулей. Отец — вюртембергский генерал-лейтенант и швабский комендант Карл Людвиг Вильгельм Август фон Пфуль (1723—1793), мать — Августа Вильгельмина фон Кесслау (1734—1768). 
Учился в Штутгартской гимназии.
13 февраля 1774 года поступил лейтенантом в лейб-гвардии пехотный полк герцогства Вюртемберг.
Через четыре года перешёл на прусскую службу и 1 апреля 1778 года был принят подпоручиком в полк графа Хордта. После войны за баварское наследство в 1779 году в чине капитана Фуль прибыл в Потсдам ко двору Фридриха II и в 1781 году был назначен офицером в генеральный штаб. В 1793 году он принял участие в Рейнской кампании и 18 апреля 1793 года за битву при Карлсберге был награжден орденом «Pour le Mérite». В 1796 году он был произведён в подполковники, в 1798 году — в полковники,.
В 1803 году он занимал должность директора Военного общества в Берлине. В 1804 году назначен начальником одного из департаментов Генерального штаба Пруссии. В 1805 году произведён в генерал-майоры. В 1806 году в битве при Ауэрштедте — начальник генерального штаба короля Фридриха Вильгельма III. После катастрофического поражения был направлен с посланием к императору Александру I. 
27 декабря 1806 года был принят на русскую службу с чином генерал-майора. 19 сентября 1809 года Фуль был произведён в генерал-лейтенанты и назначен генерал-квартирмейстером. 
Обладая репутацией ведущего военного теоретика, он приобрёл доверие императора Александра I. В 1811 был привлечён к составлению плана войны с наполеоновской Францией. Его план оборонительной войны, основывавшийся на взаимодействии двух армий, из которых одна (1-я) должна была, опираясь на Дрисский укреплённый лагерь, сдерживать противника, а другая (2-я) действовать ему во фланг и в тыл, был порочным. Исполнение его уже в самом начале показало, что он может привести лишь к разгрому противником обеих армий по частям. 1 (13) июля 1812 план Пфуля был отвергнут на военном совете.
Неудача проекта относительно Дрисского укреплённого лагеря подорвала авторитет Пфуля. Он был вызван в Петербург, а затем удалился в Англию.
В 1813 году он преподавал военную науку принцу Фридриху Нидерландскому в Гааге. 28 мая 1814 года, после победы при Ватерлоо, он был назначен русским посланником в Гааге и Брюсселе. Занимал этот пост до 25 апреля 1821.
В 1821 году подал в отставку, вернулся в Штутгарт, где умер в 1826 году. Похоронен на кладбище Хоппенлау в Штутгарте.

## Оценка личности
Его сочинение «Essai d’un système pour servir de guide dans l'étude des opérations militaires» не заслужило одобрения в военных сферах. Современными русскими историками деятельность Фуля оценивается в основном негативно.
По признанию современников, был эгоистичным, холодным и язвительным человеком, «ничего не знавшим о жизни солдата и чувстве товарищества». Его непосредственным подчинённым был Клаузевиц.

Он был очень умным и образованным человеком, но  не имел никаких практических знаний. Он давно уже вёл настолько замкнутую умственную жизнь, что решительно ничего не знал о мире повседневных явлений. Юлий Цезарь и Фридрих Второй были его любимыми авторами и героями. Он почти исключительно был занят бесплодными мудрствованиями над их военным искусством… с другой стороны, он, вполне естественно, являлся врагом обычного филистерства, поверхностности, фальши и слабости. Та злая ирония, с которой он выступал против этих пороков, свойственных огромному большинству, и создала ему гласным образом репутацию крупного таланта, соединявшего глубину и силы.
— Карл Клаузевиц, 1812 год

## Награды
- Орден «Pour le Mérite» (18 апреля 1793, королевство Пруссия)[4]
- Орден Святой Анны 1-й степени (Российская империя)
- Орден Святого Александра Невского (5 марта 1816, Российская империя)[5]
- Орден Святого Владимира 1-й степени (Российская империя)[6]
- Орден Нидерландского льва,  большой крест (королевство Нидерланды)

## Семья
Пфуль был трижды женат:
- В Потсдаме 2 мая 1790 года на Генриетте Луизе Шарлотте фон Бегуелин (1763—1810), развелись в 1800 году.
- 18 сентября 1801 года на Шарлотте Потхс (1766—1808), развелись в 1803 году.
- В Берлине 4 октября 1810 года на Сабине Генриетте фон Ведель (после 1773—1840).

Tретья жена Пфуля описывала его как «осторожного и остроумного супруга».
Дети:
- Эмилия Генриетта (1792—1864), от первой жены.
- Ойген (1801—1857), от второй жены.

Потомство Карла Людвига Пфуля процветало в Польше и стало именоваться «польской ветвью».

## Вопрос о русской транскрипции фамилии
Советский историк Е. В. Тарле настаивает на использовании формы «Фуль»: «Одной из самых странных и курьёзных фигур в окружении Александра в момент вторжения неприятеля в Россию был, бесспорно, генерал Фуль (не Пфуль, как иногда неверно произносят и пишут, а именно Фуль — Phull)».

## Образ в кино
- Война и мир (Великобритания, 1972) (сериал) — актёр Питер Баферст